# Gabiene
La Gabiene (o Gabiana; in lingua greca: Γαβινία) è un'antica regione storica dell'Asia minore, con capitale Gabe (in greco Γάβαι).

## Storia
La Gabiene era regione montuosa e scarsamente popolata dell'Impero achemenide. Si presume che il suo territorio corrispondesse approssimativamente all'attuale regione di Esfahan (Iran). Venne conquistato dai Macedoni attorno al 330 a.C. Dopo la morte di Alessandro Magno (323 a.C.) divenne sede dei quartieri invernali di Eumene di Cardia e  nell'inverno del 316 a.C., nell'ambito delle guerre dei diadochi, nella Gabiene si svolse lo scontro finale che oppose Eumene ad Antigono Monoftalmo (Battaglia della Gabiene). Rimase solo pochi anni in possesso degli Antigonidi: con la sconfitta a Gaza di Demetrio Poliorcete, figlio di Antigono, ad opera di Seleuco I, nel 312 a.C., la Gabiene entrò a far parte del Regno seleucide. Anche il dominio seleucide ebbe breve durata: attorno al 140 a.C. il territorio venne conquistato dai Parti, i quali, a partire dal 130 a.C. circa, dovettero subire incursioni da parte Sciti nomadi. Nel I secolo a.C., come le vicine Massabatica e Corbiana, la Gabiene era una piccola regione confinante con l'Elimaide, politicamente autonoma perché retta da una dinastia locale.